# Heliport d’evacuació del Circuit de Catalunya

i8
i11
i13
Der Heliport d'evacuació del Circuit de Catalunya (amtliche Bezeichnung)  ist ein Hubschrauberlandeplatz im Gemeindegebiet von Granollers in der Provinz Barcelona in der Autonomen Region Katalonien.
Der kreisrunde Heliport mit einem Durchmesser von 27 Metern wurde vom  Real Automóvil Club de Catalunya  (RACC) innerhalb der internationalen Rennstrecke des Circuit de Catalunya errichtet und 2001 offiziell in Betrieb genommen. Betreiber ist die Circuits de Catalunya SA. Neben dem eigentlichen Landeplatz befindet sich ein besonders gekennzeichneter Platz, der nur für den Notarzthubschrauber bei Rennveranstaltungen vorgesehen ist und für Hubschrauber der allgemeinen Luftfahrt gesperrt ist.